# فاديم تاراسوف
فاديم تاراسوف هو لاعب هوكي الجليد كازاخستاني، ولد في 31 ديسمبر 1976 في أوسكمان في كازاخستان.

## وصلات خارجية
- فاديم تاراسوف على موقع دوري الهوكي الوطني (الإنجليزية)
- فاديم تاراسوف على موقع دوري الهوكي للقارات (الإنجليزية)
- فاديم تاراسوف على موقع EliteProspects.com (الإنجليزية)
- فاديم تاراسوف على موقع Eurohockey.com (الإنجليزية)
- فاديم تاراسوف على موقع HockeyDB.com (الإنجليزية)